# Eupithecia nigrinotata
Eupithecia nigrinotata är en fjärilsart som beskrevs av Swinhoe 1895. Eupithecia nigrinotata ingår i släktet Eupithecia och familjen mätare. Inga underarter finns listade i Catalogue of Life.